# CF Mounana
Centre de Formation de Mounana w skrócie CF Mounana – gaboński klub piłkarski, grający w pierwszej lidze gabońskiej, mający siedzibę  w mieście Mounana.

## Historia
Klub został założony w 2006 roku. Swój pierwszy sukces osiągnął w 2012 roku, kiedy to wywalczył swój pierwszy tytuł mistrza Gabonu. Po tytuł mistra sięgnął również w 2016 i 2017 roku. W 2013 roku po raz pierwszy zagrał w finale Pucharu Gabonu. Wygrał w nim 2:0 z US Bitam. W 2015 roku także zdobył krajowy puchar. W finale pokonał 2:1 AFJ Libreville. Z kolei w 2016 roku w finale zwyciężył 3:0 z Akanda FC.

## Stadion
Domowe mecze klub rozgrywa na stadionie o nazwie Stade Augustin Monédan de Sibang w Libreville. Stadion może pomieścić 7000 widzów.

## Sukcesy
- I liga[2]:
  - mistrzostwo (3): 2012, 2016, 2017.

- Puchar Gabonu[3]:
  - zwycięstwo (2): 2013, 2015, 2016.

## Występy w afrykańskich pucharach
| Sezon | Rozgrywki           | Runda              | Kraj                          | Klub                     | Dom | Wyjazd | Dwumecz      |
| ----- | ------------------- | ------------------ | ----------------------------- | ------------------------ | --- | ------ | ------------ |
| 2013  | Liga Mistrzów       | wstępna            | Kongo                         | AC Léopards              | 1–0 | 0–2    | 1–2          |
| 2014  | Puchar Konfederacji | wstępna            | Angola                        | CD Huíla                 | 3–1 | 0–3    | 3–4          |
| 2015  | Puchar Konfederacji | wstępna            |                               | Polisi SC                | 5–0 | 3–1    | 8–1          |
| 2015  | Puchar Konfederacji | 1                  | Zambia                        | Power Dynamos            | 4–0 | 0–3    | 4–3          |
| 2015  | Puchar Konfederacji | 2                  | Południowa Afryka             | Orlando Pirates          | 2–2 | 0–3    | 2–5          |
| 2016  | Puchar Konfederacji | 1                  | Burundi                       | Atlético Olympic FC      | 3–0 | 2–0    | 5–0          |
| 2016  | Puchar Konfederacji | 2                  | Egipt                         | ENPPI Club               | 2–0 | 0–2    | 2–2 (k. 5–4) |
| 2016  | Puchar Konfederacji | play-off           | Tunezja                       | Étoile Sportive du Sahel | 1–0 | 0–2    | 1–2          |
| 2017  | Liga Mistrzów       | wstępna            | Burundi                       | Vital’O FC               | 2–0 | 1–0    | 3–0          |
| 2017  | Liga Mistrzów       | 1                  | Maroko                        | Wydad Casablanca         | 1–0 | 0–1    | 1–1 (k. 4–5) |
| 2017  | Puchar Konfederacji | play-off           | Wybrzeże Kości Słoniowej      | ASEC Mimosas             | 2–1 | 0–0    | 2–1          |
| 2017  | Puchar Konfederacji | gr. D (4. miejsce) | Demokratyczna Republika Konga | TP Mazembe               | 0–1 | 0–2    | 0–3          |
| 2017  | Puchar Konfederacji | gr. D (4. miejsce) | Południowa Afryka             | Supersport United FC     | 3–5 | 1–4    | 4–9          |
| 2017  | Puchar Konfederacji | gr. D (4. miejsce) | Gwinea                        | Horoya AC                | 0–1 | 0–1    | 0–2          |
| 2018  | Liga Mistrzów       | wstępna            | Burkina Faso                  | Rail Club du Kadiogo     | 2–0 | 0–1    | 2–1          |
| 2018  | Liga Mistrzów       | 1                  | Egipt                         | Al-Ahly Kair             | 1–3 | 0–4    | 1–7          |
| 2018  | Puchar Konfederacji | 2                  | Egipt                         | Al-Masry Port Said       | 1–1 | 1–2    | 2–3          |

## Reprezentanci kraju grający w klubie
Stan na wrzesień 2016.
| - Georges Ambourouet - Aaron Appindangoyé - Abdou Atchabao - Dimitri Bibang Bi Mboui - Stéphane Bitséki Moto - Aaron Boupendza - Étienne Alain Djissikadié - Franck Engonga - Malick Evouna - Guélor Kanga - Yannick Lary - Dieudonné Londo - David Massamba - Davy Mayoungou - Éric Mouloungui - Rodrigue Moundounga - Claude Mvé Mintsa - Emmanuel Ndong Mba - Laurys Ndong Meye - Boris Nguéma - Dieudonné Nkoume - Robert Nsimba | - Arthur Obiang - Cédric Ondo Biyoghé - Davy Onkassa - Victorien Otiomo - Pape Sambou - Bonaventure Sokambi - Léandre Sombelat - Knox Younga - Pierre Daila - Daouda Diakité - Ibrahim Gnanou - Bassirou Ouédraogo - Karl Max Barthélémy - Luriel Milandou - Boubacar Diarra - David Tyavkase - Emmanuel Yezzoat - Kodjo Amétépé - Arafat Djako - Kamal Idrissou - Sapol Mani - Alex Ngonga |